# Marcus Mumford
Marcus Oliver Johnstone Mumford (* 31. ledna 1987 Anaheim, Kalifornie, US) je anglo-americký hudebník, známý především jako zpěvák skupiny Mumford & Sons. V této kapele hraje také na mnoho nástrojů, včetně kytary, bicích a mandolíny.

## Životopis
Marcus se narodil 31. ledna 1987 v Anaheimu v Kalifornii anglickým rodičům. Díky tomu získal jak britské, tak americké občanství. Má staršího bratra Jamese a sestru. Když bylo Marcusovi šest měsíců, rodina se odstěhovala zpět do Anglie. Vyrostl na Chatsworth Avenue ve Wimbledon Chase na jihozápadu Londýna, kde také absolvoval King's College School. Zde se setkal s Benem Lovettem. Po roce studia na Edinburské univerzitě se vrátil opět do Londýna, aby se mohl soustředit na svou hudební kariéru. Právě v Edinburghu napsal většinu debutového alba Mumford & Sons Sigh No More. Svou hudební kariéru začal jako hráč na bicí pro turné Laury Marling, spolu s dalšími současnými členy Mumford & Sons, a v roce 2007 se rozhodl založit vlastní kapelu.
Spolu s Oscarem Isaacem Mumford nazpíval coververzi písně „Dink's Song“ pro film bratrů Coenů V nitru Llewyna Davise. Ačkoliv se Mumford ve filmu neobjevuje, má být Mikem, hudebním partnerem protagonisty, který spáchal sebevraždu ještě před začátkem filmu. A také nazpíval společně se skupinou Major Lazer píseň "Lay Your Head On Me". Steven Spielberg natočil videoklip k písni Cannibal Marcuse Mumforda. Video bylo natočeno 3. července v tělocvičně střední školy v New Yorku. Spielberg režíroval hudební video poprvé. Udělal to s podporou své manželky Kate Capshaw, která sloužila jako producentka a umělecká ředitelka.